# Ji Yun

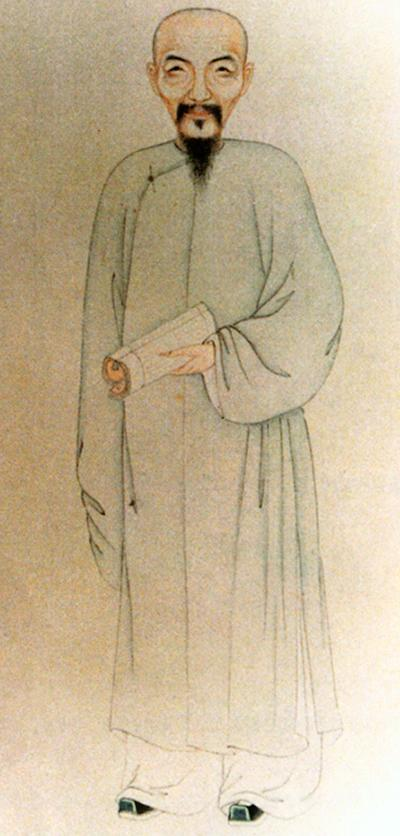
Ji Yun

Ji Yun (纪昀) también conocido como Ji Xiaolan (纪晓岚) (1724-1805) fue un político, escritor y editor durante el reinado del emperador Qianlong de la dinastía Qing.
Nació en Xianxian, provincia de Hebei.  Durante el reinado de Qianlong, después de pasar los correspondientes exámenes (obtuvo el grado de jinshi en 1754)  ocupó diferentes cargos políticos, hasta llegar a ser ministro de Ritos, y alcanzó el título de Gran Académico (daxueshi).
Una de sus aportaciones más importantes fue su labor como editor en la Biblioteca Imperial, dirigiendo un equipo de más de 160 académicos con la tarea de recopilar obras de la literatura e historia china, como la Siku quanshu (四库 全书) o Biblioteca de los cuatro tesoros, que incluía 10500 textos.
Entre 1789 y 1798 compiló 5 colecciones de cuadernos (biji) sobre temas naturales y sobrenaturales.